# Рыбницкий, Евгений Викторович
Евгений Викторович Рыбницкий (8 июля 1989, Ижевск) — российский хоккеист, защитник. Воспитанник ижевского хоккея. 

## Карьера
Евгений Рыбницкий начал свою профессиональную карьеру в 2008 году в составе родного ижевского клуба Высшей лиги «Ижсталь», выступая до этого за фарм-клуб чеховского «Витязя». В своём дебютном сезоне Евгений провёл на площадке 59 матчей, набрав 4 (0+4) очка. В том же году на драфте КХЛ он был выбран в 1 раунде под общим 22 номером тольяттинской «Ладой». Перед началом следующего сезона Рыбницкий подписал контракт с пензенским «Дизелем», в составе которого в 54 проведённых матчах отметился 7 (2+5) набранными очками. В дебютном сезоне ВХЛ Евгений внёс свой вклад в завоевание пензенцами бронзовых наград лиги, набрав 12 (2+10) очков в 64 матчах за клуб.
Весной 2011 года Рыбницкий покинул «Дизель» и заключил соглашение с нижнекамским «Нефтехимиком». В декабре 2012 года обменян в екатеринбургский «Автомобилист».
В дальнейшем представлял хабаровский «Амур» и пензенский «Дизель» (2014/2015), воронежский «Буран» (2015/2016) и тюменский «Рубин» (2016/2017). В 2017 году принял приглашение созданного для участия в ВХЛ китайского клуба «Куньлунь Ред Стар Хэйлунцзян», базирующегося в Харбине.

### Достижения
- Бронзовый призёр ВХЛ 2011.

## Статистика выступлений
Последнее обновление: 25 ноября 2014 года
|             |              |             | Регулярный сезон | Регулярный сезон | Регулярный сезон | Регулярный сезон | Регулярный сезон | Регулярный сезон | Плей-офф | Плей-офф | Плей-офф | Плей-офф | Плей-офф | Плей-офф |
| Сезон       | Команда      | Лига        | Игр              | Г                | П                | Очк              | +/-              | Штр              | Игр      | Г        | П        | Очк      | +/-      | Штр      |
| ----------- | ------------ | ----------- | ---------------- | ---------------- | ---------------- | ---------------- | ---------------- | ---------------- | -------- | -------- | -------- | -------- | -------- | -------- |
| 2005/06     | Витязь-2     | Первая лига | 1                | 0                | 1                | 1                | --               | 0                | —        | —        | —        | —        | —        | —        |
| 2008/09     | Ижсталь      | Высшая лига | 50               | 0                | 4                | 4                | +2               | 58               | 9        | 0        | 0        | 0        | -1       | 10       |
| 2009/10     | Дизель       | Высшая лига | 49               | 5                | 2                | 7                | +7               | 68               | 5        | 0        | 0        | 0        | --       | 0        |
| 2010/11     | Дизель       | ВХЛ         | 51               | 2                | 9                | 11               | -2               | 78               | 13       | 0        | 1        | 1        | +1       | 35       |
| 2011/12     | Нефтехимик   | КХЛ         | 30               | 0                | 2                | 2                | -7               | 30               | —        | —        | —        | —        | —        | —        |
| 2012/13     | Нефтехимик   | КХЛ         | 6                | 0                | 1                | 1                | -1               | 0                | —        | —        | —        | —        | —        | —        |
| 2012/13     | Дизель       | ВХЛ         | 3                | 0                | 0                | 0                | -1               | 8                | —        | —        | —        | —        | —        | —        |
| 2012/13     | Автомобилист | КХЛ         | 17               | 0                | 3                | 3                | -2               | 24               | —        | —        | —        | —        | —        | —        |
| 2012/13     | Ижсталь      | ВХЛ         | 3                | 1                | 0                | 1                | -1               | 14               | —        | —        | —        | —        | —        | —        |
| 2013/14     | Автомобилист | КХЛ         | 31               | 0                | 0                | 0                | -6               | 17               | 1        | 0        | 0        | 0        | 0        | 0        |
| 2014/15     | Амур         | КХЛ         | 9                | 0                | 0                | 0                | -1               | 0                | —        | —        | —        | —        | —        | —        |
| Всего в КХЛ | Всего в КХЛ  | Всего в КХЛ | 93               | 0                | 6                | 6                | -15              | 71               | 1        | 0        | 0        | 0        | 0        | 0        |